# Han Seung-soo (Shorttracker)
Han Seung-soo (* 23. Mai 1991 in Seoul) ist ein südkoreanischer Shorttracker.

## Werdegang
Han startete im November 2014 in Salt Lake City erstmals im Weltcup und belegte dabei den 21. Platz über 500 m und den neunten Rang über 1000 m. Im folgenden Monat holte er mit der Staffel in Shanghai seinen ersten Weltcupsieg. Im Februar 2015 erreichte er in Dresden mit dem zweiten Platz über 1500 m seine erste Podestplatzierung im Weltcupeinzel. Bei der Winter-Universiade 2015 in Granada gewann er über 500 m und 1500 m jeweils die Silbermedaille. Im März 2015 wurde er bei den Weltmeisterschaften in Moskau Vierter mit der Staffel. In der Saison 2016/17 kam er im Weltcupeinzel fünfmal unter die ersten Zehn, darunter Platz drei über 1000 m in Shanghai und Platz drei über 500 m in Gangneung und erreichte damit den siebten Platz im Weltcup über 1000 m. Im Februar 2017 holte er bei den Winter-Asienspielen in Sapporo die Silbermedaille mit der Staffel. Bei den Weltmeisterschaften 2017 in Rotterdam wurde er Achter mit der Staffel.

## Weltcupsiege im Team
| Nr. | Datum             | Ort        |
| --- | ----------------- | ---------- |
| 1.  | 14. Dezember 2014 | Shanghai 1 |

## Persönliche Bestzeiten
- 500 m      40,859 s (aufgestellt am 15. November 2014 in Montreal)
- 1000 m    1:23,641 min. (aufgestellt am 12. November 2016 in Salt Lake City)
- 1500 m    2:12,091 min. (aufgestellt am 11. November 2016 in Salt Lake City)